# Raakunjärvi
Raakunjärvi är en sjö i Finland. Den ligger i kommunen Kuusamo i landskapet Norra Österbotten, i den nordöstra delen av landet, 600 km norr om huvudstaden Helsingfors. Raakunjärvi ligger 247 meter över havet. Den är 13,5 meter djup. Arean är 1,34 kvadratkilometer och strandlinjen är 9,73 kilometer lång. Sjön  ingår i Ijo älvs huvudavrinningsområde.   
I övrigt finns följande i Raakunjärvi:
- Kurjensaari (en ö)